# Alcidion sannio
Alcidion sannio là một loài bọ cánh cứng trong họ Cerambycidae.